# Cerveja na Alemanha

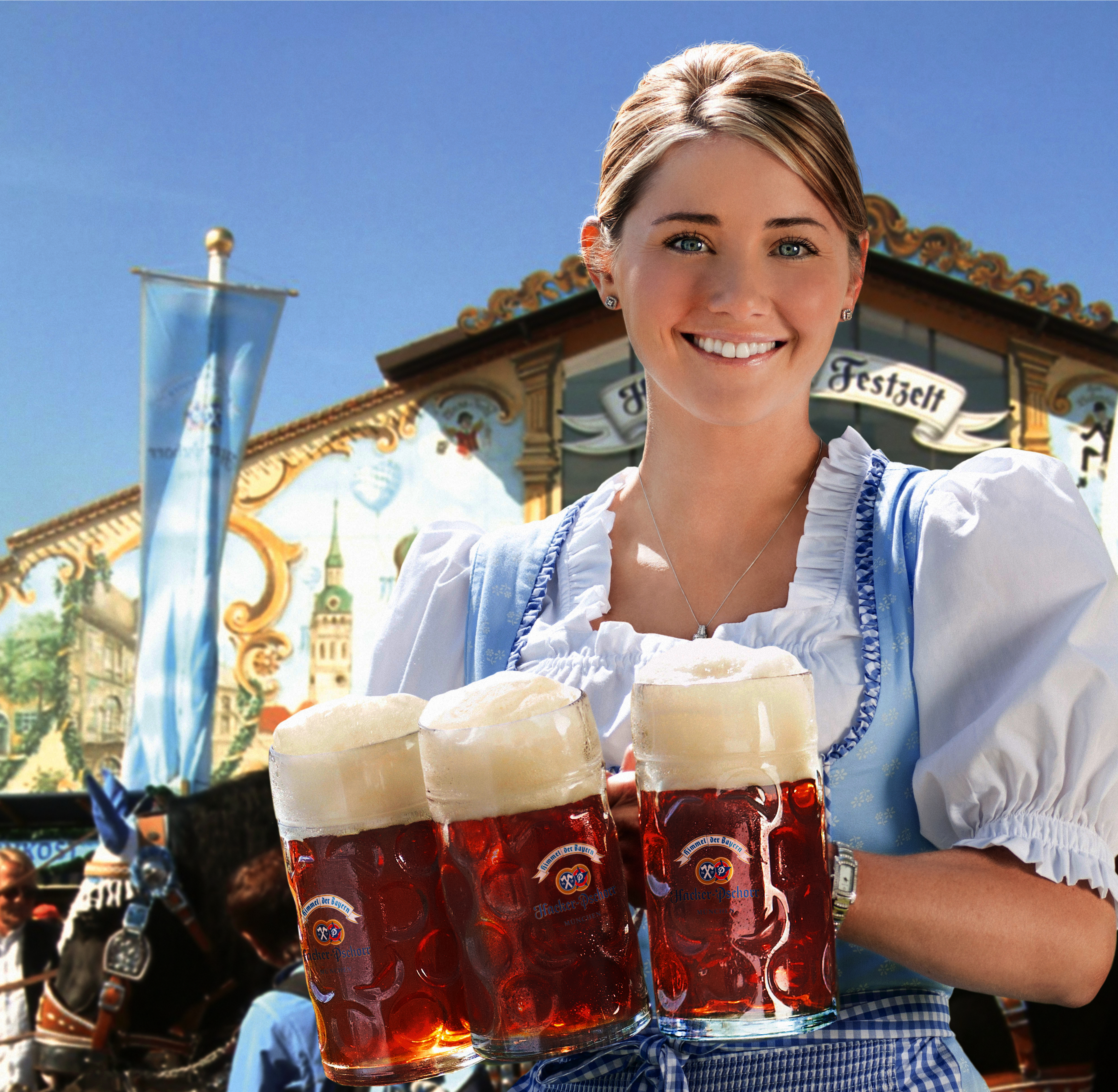
Uma empregada com Hacker-Pschorr, uma das cervejas tradicionais permitidas na Oktoberfest. Ela usa um Dirndl, um vestido feminino tradicional da Baviera

A Alemanha tem a reputação de ser a nação cervejeira número um mundial. Origem da lei alemã de pureza da cerveja, lar de excelentes cervejas, berço de diversos estilos de cerveja e conhecida pela enorme variedade de cervejas. A cerveja alemã tem as suas origens no início da Idade Média e desde então fez parte da cultura e gastronomia local. De acordo com a Reinheitsgebot, apenas água, lúpulo, fermento e malte são permitidos como ingredientes na sua produção. As cervejas que não usam exclusivamente malte de cevada, como a cerveja de trigo, devem ser de alta fermentação.
Em 2023, a Alemanha ficou em quarto lugar nas exportações de cerveja e, em 2020, a Alemanha ficou em terceiro lugar na Europa em termos de consumo de cerveja per capita, atrás da República Checa e da Áustria.
A maior parte da cerveja vendida na Alemanha é cerveja Lager. Em 2023 as Lagers tinham uma participação de mercado de 74,7%, as cervejas escuras tinham 13,9%, as Stouts tinham 0,2% e as sem álcool/0% tinham 11,2%. Ao contrario dos restantes países europeu, o mercado está fragmentado em muitos grupos cervejeiros, sendo que o maior só tem 11.4% do mercado.

## História
Sabe-se que a cerveja foi bebida por algumas tribos germânicas no sul da Alemanha no século VI ac. Quando os romanos chegaram, os germânicos já bebiam hidromel e cerveja. Prova disso são os achados arqueológicos encontrados perto de Kulmbach, onde canecas de cerveja datadas de 800 ac foram encontradas numa sepultura. A cerveja não era uma bebida cotidiana para eles, mas era fabricada especialmente para grandes celebrações, e nessas ocasiões eles bebiam muito - às vezes até nos crânios de inimigos mortos.
Na Idade Média, os mosteiros inicialmente fabricavam cerveja para suas próprias necessidades. Com o passar dos anos os monges fabricaram cerveja para vender a estranhos e pubs da região. No século XII, o desenvolvimento sistemático da tecnologia cervejeira finalmente começou nos mosteiros da Europa Central. Os monges, que foram designados para fabricar a cerveja do mosteiro, eram uma parte importante da comunidade do mosteiro, pois eram os principais responsáveis pelo bem-estar físico. Durante a Quaresma, a cerveja não era apenas a bebida diária, mas também a comida dos monges. Em mosteiros como Weihenstephan, Weltenburg, Andechs e muitos outros, o processo de fabricação de cerveja foi estudado, os processos foram questionados, novas receitas foram testadas e plantas medicinais foram experimentadas. Cada processo de fabricação de cerveja, cada receita foi anotada e passada de cervejeiro para cervejeiro. Os cervejeiros costumavam viajar e adquirir novos conhecimentos em outras cervejarias de mosteiro. Desta forma, as descobertas nas cervejarias foram transmitidas para além das fronteiras dos reinos.
Um marco no caminho para uma cerveja saborosa e durável foi o uso do lúpulo de ervas medicinais no processo de fabricação da cerveja. No século XII, os monges usavam lúpulo para dar à cerveja seu sabor amargo típico e fazê-la durar mais. Anteriormente, o chamado Grut era usado na fabricação de cerveja – uma mistura de ervas cuja composição variava de região para região, de mestre cervejeiro para mestre cervejeiro. Os ingredientes mais comuns são porst (Suécia e regiões bálticas) e Gagelstrauch (norte da Alemanha, Dinamarca, Holanda e Bélgica, bem como Inglaterra). Em certas receitas, erva-doce, artemísia, urze, gengibre, cominho, louro, meadowsweet, alecrim, sálvia, mil-folhas, casca de laranja, zimbro e canela também eram usados como grunhidos para respirar aromas frutados e picantes na cerveja.
Nos séculos XII e XIII, os monges cervejeiros enfrentaram a concorrência, porque nobres e cidades também descobriram a cerveja como fonte de renda para si e para seus cofres vazios. A fabricação de cerveja começou a ser regulada por lei.
No início do século XVI, o príncipe Guilherme IV, Eleitor da Baviera, fez com que a "lei da pureza" (Reinheitsgebot) fosse aprovada em 1516. O "Reinheitsgebot" forçou os cervejeiros a usar apenas quatro produtos para fabricar sua cerveja: água, cevada, lúpulo e leveduras. Esta lei foi então estendida a todo o Império Alemão em 1906.
No norte da Alemanha, inúmeras cervejarias foram estabelecidas entre os séculos XIII e XVI. As cervejas do norte da Alemanha eram conhecidas até lugares tão distantes quanto a Índia e eram enviadas por carroças puxadas por cavalos e navios. O sul da Alemanha seguiu o exemplo, e o duque bávaro Guilherme V, por exemplo, ordenou a construção de sua própria cervejaria para que a corte pudesse finalmente beber cerveja bávara e não depender mais das importações nórdicas.

## Festivais de outono
Por toda a Alemanha ocorrem festivais folclóricos ligados a cerveja, sendo o mais conhecido o Oktoberfest.

### Oktoberfest
A Oktoberfest é um festival de cerveja originário de Munique. Foi criado pelo rei bávaro Luís I para celebrar o seu casamento em 1810. É frequentado anualmente por seis milhões de visitantes de todo o mundo e se inicia desde 1872 sempre no sábado depois do 15 de Setembro as 12h00 horas com a tradicional cerimonia de abertura "O'zapft is". Termina duas semanas mais tarde, no primeiro domingo de Outubro - daí o nome Oktoberfest (em alemão, "Oktober" significa outubro, "Fest", festa ou festival, literalmente "Festa de Outubro").

### Outros festivais
- O Gillamoos na Baixa Baviera.[8]
- O Kirchweih na Francônia.[8]
- O Gäubodenfest em Straubing.[8]
- O Cannstatter Wasen, no distrito de Estugarda.[8]

## Cervejas Alemãs

### Lei de Pureza da cerveja
A lei de pureza da cerveja (Reinheitsgebot) promulgada em 1516, é considerada a lei de proteção ao consumidor mais antiga do mundo, estando ainda hoje em vigor. Até a sua promulgação na Idade Média, um conjunto de ingredientes eram frequentemente misturados à cerveja, para realçar a aparência, o sabor e o efeito intoxicante. O resultado final poderiam ir de um certo desconforto ao apreciar a cerveja ou a morte por envenenamento no pior dos cenários. Para proteger os consumidores e fazer uma seleção entre os bons e maus cervejeiros, em 1516 na Baviera foi promulgada a Reinheitsgebot. A versão original da lei estipulava que a cerveja só pode ser fabricada a partir de água, malte e lúpulo. A levedura foi posteriormente adicionada explicitamente porque seu modo exato de ação no processo de fabricação de cerveja ainda não era conhecido na época e não era inicialmente considerado um ingrediente.

### Cervejas especiais
Na Alemanha, existem alguns estilos de cerveja, com uma longa história, que não respeitam os requisitos da Lei de Pureza da cerveja no método de produção. Essas cervejas são chamadas cervejas especiais e existe uma regra de exceção na Lei da Pureza. A regra aplica-se a tradicional Berliner Weisse ou a Leipziger Gose. Outro exemplo é uma receita antiga e redescoberta de um witbier, que era tradicionalmente fabricado em uma cervejaria na Alemanha Oriental e agora foi trazido de volta à vida. Os mestres cervejeiros usam casca de laranja e sementes de coentro para refinar a cerveja. Os ingredientes que conferem à cerveja um caráter ou sabor especial podem ser usados de acordo com a regra de isenção. No entanto, "cervejas especiais" e cervejas que se desviam da Lei de Pureza para exportação requerem aprovação das respectivas autoridades estaduais competentes de acordo com a lei.

### Estilos de cerveja Alemãs
Os estilos de cerveja de origem alemã são a cerveja Märzen, a Dortmunder Export, a Exportbier, a Helles, a bock, a Spezial, a Altbier, a Berliner Weisse, a Dampfbier, a Doppelbock, a Dunkel, a Leipziger Gose, a Kellerbier, a Kölsch, a Münchener Bier, a Schwarzbier, a Kristallweizen, a Weizenbier, a Weizenbock, a Eisbock, a Zoiglbier, a Rauchbier e a Zwickelbier.

### Marcas de cerveja Alemãs
Algumas marcas de origem alemãs são a Krombacher, Oettinger, Bitburger, Veltins, Beck's, Warsteiner, Karlsberg, Jever, Hasseröder, Paulaner,Franziskaner, Ur-Krostitzer, Lübzer, Diebels, Duckstein, Holsten, Radeberger, Erdinger, Augustiner, Maisel's Weisse, König Pilsner.

## Cerveja sem álcool
Nos últimos anos o consumo de cerveja sem álcool tem crescido na Alemanha. Hoje todas os estilos de cerveja têm a sua versão sem álcool, incluído os estilos regional como as Kölsch e Alt. Todas as cervejas sem álcool fabricadas na Alemanha estão em conformidade com a Lei de Pureza e consistem exclusivamente em ingredientes naturais. Na Alemanha uma cerveja para ser considerada sem álcool, tem que ter no máximo 0,5% vol. de álcool.

### História
Na Alemanha, as primeiras cervejas sem álcool chegaram ao mercado há cinquenta anos. Desde então, as vendas permaneceram as mesmas até 2007, com os alemães a consumirem cerca de 2,3 milhões de hectolitros anualmente. A partir de 2008, a maré virou claramente a favor das variantes não alcoólicas. Houve um aumento nas vendas, uma tendência que continua até hoje. As vendas em 2020 foram de cerca de 670 milhões de litros. Isso corresponde a uma participação de mercado de quase 7%. Das 7.000 marcas de cerveja existentes na Alemanha, 700 são cervejas sem álcool e bebidas mistas de cerveja.

### Fabrico
A cerveja sem álcool pode ser feita de duas maneiras diferentes. A fermentação é interrompida quando o limite de álcool residual de 0,5% é atingido ou o álcool é removido da cerveja fabricada após o processo convencional de fermentação. No primeiro caso, a cerveja geralmente aparece com uma doçura relativa no sabor e um caráter de malte mais claro, já que grande parte do açúcar de malte contido não foi fermentado pelas leveduras e, portanto, ainda está contido. Na segunda opção tecnológica, o álcool é removido da cerveja aquecendo-a após o processo de fermentação.

### Mercado
Em 2020 as maiores marcas de cerveja sem álcool na Alemanha deram a Krombacher (com 1.026.000 hl), a Oettinger (com 748.000 hl), a Erdinger (com 417.000 hl), a Bitburger (com 398.000 hl), a Jever (com 343.000 hl), a Paulaner (com 311.000 hl), a Eichbaum (com 288.000 hl), a Beck´s (com 225.000 hl).

## Dados econômicos

### Consumo
Em 2024 foram consumidos 82.567.000 hectolitros, sendo o consumo per capita de 88 litros anuais. O estilo de cerveja preferido na Alemanha é a cerveja pilsner fina. A cerveja Schwarzbier é amplamente consumida na Saxônia. No estado de Baden-Württemberg a cerveja export e a Kristallweizen é predominantemente consumida. Na zona de Düsseldorf a cerveja Altbier e Kölsch são amplamente consumidas.
O canal on-trade foi responsável por 15% do consumo, enquanto o canal off-trade foi responsável por 85%.

### Produção
Em 2024 existiam na Alemanha 1.459 cervejarias ativas que produziram 83.925.000 hectolitros de cerveja. O valor de impostos gerados pelo fabrico foi de 558 milhões de euros. Em 2023 o fabrico de cerveja foi responsável por  27.524 empregos diretos.

### Exportações/Importações
Em 2024 foram exportados 14.426.000 hectolitros de cerveja e importados 5.583.000 hectolitros. Em 2023 as exportações para os membros da União Europeia foram de 7.898.000 hectolitros e as importações foram 5.225.000 hectolitros. Para o resto do mundo foram exportados 6.428.000 hectolitros e importados 308,000 hectolitros.

## Mercado
O mercado no norte da Alemanha é mais centralizado do que no sul, o que faz com que exista uma maior variedade de marcas de cerveja na parte sul do pais. No total existem cerca de 1.500 cervejarias na Alemanha, produzindo mais de 5.000 marcas de cerveja, sendo que a Baviera, Baden-Württemberg e a Renânia do Norte-Vestfália abrigam cerca de 70% das cervejarias alemãs.

### Quotas de mercado
Em 2022 as quotas de mercado da cerveja na Alemanha era a seguinte:
- O grupo Oetker-Gruppe (Radeberger) tinha 11.4% de quota de mercado, distribuídos pelas seguintes marcas: Jever 1.9%.[12][23] Em 2019 a Ur-Krostitzer tinha uma quota de mercado de 1,19%.[24] Em 2018 a Radeberger vendeu 1.640.000 hectolitros.[25] A marca Tucher produz 700.000 hl de cerveja anualmente.[26]
- O grupo AB InBev tinha 6.9% de quota de mercado, distribuídos pelas seguintes marcas: Beck's 2.4%, Hasseröder 1.8%.[12][27][28][29]
- O grupo Paulaner Brauerei tinha 6.6% de quota de mercado, distribuídos pelas seguintes marcas: Paulaner 1.7%.[12][30]
- O grupo Bitburger Braugruppe tinha 6.3% de quota de mercado, distribuídos pelas seguintes marcas: Bitburger 3.9%.[12] Em 2019 foram produzidos 1.000.000 hectolitros da marca König Pilsener.[31]
- O grupo Krombacher Brauerei tinha 6.0% de quota de mercado, distribuídos pelas seguintes marcas: Krombacher 6.0%.[12][32]
- O grupo Oettinger Brauerei tinha 4,4% de quota de mercado, distribuídos pelas seguintes marcas: Oettinger 4.4%.[12][33]
- O grupo Carlsberg tinha 4.1% de quota de mercado.[12] Em 2019 a marca Holsten produziu 900.000 hectolitros de cerveja e a Wernesgrüner produziu 500.000 hectolitros.[34][35]
- O grupo Brauerei C & A Veltins tinha 4.0% de quota de mercado, distribuídos pelas seguintes marcas: Veltins 3.5%.[12][36]
- O grupo Warsteiner Brauerei tinha 2.4% de quota de mercado, distribuídos pelas seguintes marcas: Warsteiner 2.2%.[12][37]
- O grupo Karlsberg Brauerei tinha 2.1% de quota de mercado, distribuídos pelas seguintes marcas: Karlsberg 2.1%.[12]
- O grupo Erdinger produziu 1.700.000 hectolitros em 2019.[38]
- O grupo Augustiner-Bräu produziu 1.630.000 hectolitros em 2018.[39]
- O grupo Brauerei Gebr. Maisel produziu cerca de 800.000 hectolitros em 2022.
- O grupo Asahi Breweries vendeu 675.000 hectolitros em 2024.[40]
- O grupo G. Schneider & Sohn produz cerca de 300.000 hectolitros anualmente.
- As marcas Hannen e Gatz do grupo Privatbrauerei Bolten venderam 30.000 hectolitros em 2022.[41]

### Marcas de cerveja
As marcas distribuídas por grupos, fabricante ou distribuidores é a seguinte:
- Oetker-Gruppe (Radeberger): Jever, Tucher, Ur-Krostitzer, Sternburg, Kindl berlinense, Berliner Pilsner, Freiberg , Radeberger.[12][13][24]
- AB InBev: Beck's, Haake Beck, Hasseröder, Diebels, Spaten, Franziskaner, Löwenbräu.[12][13][27]
- Paulaner Brauerei: Paulaner, Hacker-Pschorr, Auerbraeu, Hopf, Chiemseer, Fuerstenberg, Kulmbacher.[12][42]
- Bitburger Braugruppe: Bitburger, König Pilsner, Licher ,Köstritzer.[12][13][43][44]
- Krombacher Brauerei: Krombacher.[12]
- Oettinger Brauerei: Oettinger.[12]
- Carlsberg: Astra, Duckstein, Lübzer, Holsten, Wernesgrüner, 1664, Carlsberg.[12][45][46]
- Brauerei C & A Veltins: Veltins.[12]
- Warsteiner Brauerei: Warsteiner.[12]
- Karlsberg Brauerei: Karlsberg.[12]
- Erdinger: Erdinger.[14]
- Augustiner-Bräu: Augustiner.
- Privatbrauerei Eichbaum: Eichbaum, Karamalz, Germania, Barbarossa.[47]
- Brauerei Gebr. Maisel: Maisel's Weisse, Maisel & Friends.[48]
- Asahi Breweries: Peroni, Nastro, Azzurro ,Tyskie, Pilsner Urquell, Asahi Super Dry, Kozel, Gambrinus, Lech, Zubr e Grolsch.[40]
- Privatbrauerei Bolten: bolten, Hannen Alt e Gatz Altbier.[41]
- TCB Beverages: Feldschlößchen, Frankfurter, Guilda.[49]
- G. Schneider & Sohn: Schneider Weisse.